# HD191695
HD191695 — хімічно пекулярна зоря спектрального класу A3, що має видиму зоряну величину в смузі V приблизно  9,8.
Вона  розташована на відстані близько 627,2 світлових років від Сонця.

## Пекулярний хімічний склад
Зоряна атмосфера HD191695 має підвищений вміст 
Cr
.